# إل تشومبو
رودني سيباستيان كلارك دونالدز (مواليد 1969)، اشتهر باسمه المسرحي إل تشومبو ،   هو فنان ومنتج ريغيتون بنمي. اشتهر بأغنيته الناجحة «Chacarron Macarron» و " Dame Tu Cosita "، اللتان أصبحتا ميمات على الإنترنت.

## روابط خارجية
- الصفحة الرئيسية El Chombo
- كل الموسيقى
- Top40-charts.com